# Pompa ciepła
Pompa ciepła – maszyna cieplna wymuszająca przepływ ciepła z obszaru o niższej temperaturze do obszaru o temperaturze wyższej. Proces ten przebiega wbrew naturalnemu kierunkowi przepływu ciepła i zachodzi dzięki dostarczonej z zewnątrz energii mechanicznej (w sprężarkowych pompach ciepła) lub energii cieplnej (w pompach absorpcyjnych).
Sprężarkowe pompy ciepła z termodynamicznego punktu widzenia realizują obieg Lindego, tak jak chłodziarki, ale ich podstawowym zastosowaniem jest ogrzewanie pomieszczeń i/lub wody użytkowej. W chłodziarkach i zamrażarkach ciepło jest „wypompowywane” z przechowywanych produktów (co obniża ich temperaturę), a oddawane do pomieszczenia, w którym stoi lodówka lub zamrażarka. Pompa ciepła zastosowana do ogrzewania pomieszczeń odbiera ciepło z otoczenia o niskiej temperaturze (z gruntu, wody lub powietrza na zewnątrz budynku) i oddaje ciepło do ogrzewanego obiektu.

## Zasada działania
Nazwa „pompa ciepła” jest użyta przez analogię do nazwy powszechnie znanej pompy hydraulicznej pompującej ciecz (najczęściej wodę) z niżej położonego zbiornika do zbiornika położonego wyżej. Zarówno pompa hydrauliczna, jak i pompa ciepła potrzebują energii dostarczonej z zewnątrz. Kiedy ciepło płynie w naturalnym kierunku (od wyższej temperatury do niższej), przepływ tego ciepła może być wykorzystany do napędu silnika cieplnego podobnie jak przepływ wody płynącej grawitacyjnie z góry na dół napędza silnik hydrauliczny (turbinę wodną). Aby „zmusić” ciepło do płynięcia w odwrotnym kierunku (od temperatury niższej do wyższej) należy z zewnątrz dostarczyć energii do napędu, podobnie jak przy pompowaniu wody z dolnego zbiornika do górnego. 
„Niskotemperaturowe” ciepło, czyli energia cieplna zawarta w powietrzu, wodzie lub gruncie, jest pobierane za pośrednictwem wymiennika ciepła nazywanego parownikiem (dolne źródło ciepła). Przed parownikiem znajduje się zawór rozprężny, który zapoczątkowuje proces zmiany gorącego ciekłego czynnika roboczego w parę. Czynnikiem roboczym może być dowolna ciecz odparowująca w temperaturze niższej od temperatury dolnego źródła ciepła (freon, amoniak, dwutlenek węgla, węglowodory).
Zmiana stanu skupienia czynnika, zachodzi pod niskim ciśnieniem, dlatego część obiegu od zaworu rozprężnego do sprężarki nazywana jest stroną niskiego ciśnienia.
Absorbowana energia (ciepło parowania) jest zużywana w całości na zmianę stanu skupienia a nie na zmianę temperatury - proces jest izotermiczny (przy zachowanym stałym ciśnieniu). Po zaabsorbowaniu ciepła przemiany fazowej (ciecz-para), para trafia do kompresora, gdzie jest sprężana. 
Wzrost temperatury w wyniku sprężania  powoduje przegrzanie pary i odbywa się kosztem pracy sprężania. Po stronie wysokiego ciśnienia obiegu, para trafia do wymiennika ciepła nazywanego skraplaczem. Czynnik roboczy, skraplając się oddaje energię cieplną pobraną z dolnego źródła, wraz z energią powstałą przy sprężaniu (ciepło  skraplania, zmiana fazy para-ciecz).
Proces skraplania odbywa się w warunkach wysokiej temperatury i ciśnienia w skraplaczu. Czynnik po zmienianie stanu skupienia z gazowego w ciecz trafia z powrotem do zaworu rozprężnego (zawór dławiący), rurkę kapilarną lub turbinę rozprężną, w których następuje spadek ciśnienia, trafia z powrotem do parownika pod niskim ciśnieniem i obieg czynnika roboczego się zamyka.
Pompy ciepła wykorzystują jako dolne źródło energię cieplną niskotemperaturową trudną do innego praktycznego wykorzystania.

## Efektywność
W pompie ciepła za efektywność uważa się stosunek ilości ciepła przekazywanego w górnym źródle ciepła do pracy  wykonanej by przenieść to ciepło. Dla pompy działającej według idealnego cyklu Carnota, wzór na efektywność pompy sprowadza się do ilorazu temperatury górnego źródła do różnicy temperatur górnego i dolnego źródła.
{\displaystyle COP_{g}={\frac {E_{s}}{E_{e}}}\leqslant {\frac {T_{s}}{T_{s}-T_{p}}}={\frac {1}{\eta _{c}}},}
gdzie:
{\displaystyle E_{s},} {\displaystyle E_{e}} – energia przekazana w skraplaczu i dostarczona energia w sprężarce,
{\displaystyle T_{s},} {\displaystyle T_{p}} – temperatura skraplacza i parownika (wyrażona w skali absolutnej),
{\displaystyle \eta _{c}} – sprawność cyklu Carnota.
Efektywność pompy ciepła (COP – ang. Coefficient of Performace) jest większa od 1 i zależy silnie od różnicy temperatur górnego i dolnego źródła ciepła. Ze wzoru tego wynika, że pompy ciepła mają dużą efektywność przy małej różnicy temperatur, a tracą ją szybko wraz ze wzrostem tej różnicy. W praktyce temperatura czynnika w skraplaczu jest od kilku do kilkunastu stopni wyższa od temperatury ogrzewanego pomieszczenia, a temperatura czynnika w parowniku jest o kilka stopni niższa od temperatury dolnego źródła ciepła. Wyższą efektywność można uzyskać gdy powierzchnie wymiany ciepła będą większe, jednak wtedy koszt wymienników ciepła także będzie większy.
Równość w powyższym wzorze może być osiągnięta wyłącznie w doskonałej, odwracalnej pompie ciepła. Rzeczywiste urządzenia mają niższą efektywność głównie z dwóch powodów:
- nieodwracalności procesów przekazu ciepła w parowniku i skraplaczu (odwracalne procesy musiałyby biec nieskończenie wolno, byłyby więc praktycznie bezużyteczne),
- strat energii (tarcia) w sprężarce i oporów przepływu czynnika chłodniczego.

Seryjnie budowane sprężarkowe pompy ciepła osiągają typowo efektywność równą 50–60% COP cyklu Carnota. W odniesieniu do wystandaryzowanych warunków pracy (temperatura parownika 0 °C = 273 K, temperatura skraplacza 50 °C = 323 K) daje to współczynnik efektywności pompy około 3,5, co oznacza, że ponad 70% dostarczonego przez pompę ciepła pochodzi z dolnego źródła, a reszta pochodzi z pracy sprężania.
Dodatkowo w przypadku, gdy parownik odbiera ciepło od otaczającego powietrza (zawierającego parę wodną), następuje skokowy spadek sprawności przy temperaturze poniżej 0 °C na powierzchni parownika. Jest to spowodowane oszranianiem się parownika i koniecznością okresowego odwracania obiegu pompy celem odszronienia.

## Rodzaje pomp ciepła

### Powietrzne (ASHP)
Powietrzna pompa ciepła (źródłem ciepła jest powietrze pobrane z zewnątrz)
- Pompa ciepła powietrze-powietrze (transportuje ciepło do wewnątrz)
- Pompa ciepła powietrze-woda (transportuje ciepło do obiegu grzewczego i do zbiornika domowego z gorącą wodą)

Wyróżnia się dwa typy powietrznego źródła ciepła i oddzielne typy urządzeń. Obydwa urządzenia używają powietrza zewnętrznego jako źródło ciepła. Pompy powietrzno-powietrzne, które pobierają ciepło z powietrza zewnętrznego i transportują to ciepło do powietrza wewnętrznego (np. domu) są najtańszymi i najbardziej powszechnymi. Nie różnią się one od klimatyzatorów niczym, oprócz tego, że ich celem działania jest ogrzewanie wewnętrznego powietrza zamiast jego chłodzenia. Pompy te dostarczają ciepło do budynku w odróżnieniu od klimatyzatorów, które wyprowadzają ciepło na zewnątrz, chłodząc wnętrze. Współcześnie większość klimatyzatorów może działać w trybie grzania (zimą) oraz w trybie chłodzenia (latem). Modele klimatyzatorów przeznaczonych także do grzania mają dodatkowe elementy, jak grzałka karteru i grzałka tacy ociekowej, które umożliwiają ich pracę przy bardzo niskich temperaturach. 
Pompy ciepła powietrzno-wodne transportują pobrane ciepło z zewnątrz do obiegu grzewczego. Ogrzewanie podłogowe jest najbardziej wydajne, ale pompy te mogą również transportować ciepło do domowych zbiorników wody gorącej, a woda ta używana jest do zasilania kranów, pryszniców w budynku. Niemniej jednak, gruntowo-wodne pompy ciepła są bardziej wydajne niż powietrzno-wodne i dlatego najczęściej są lepszym wyborem w dostarczaniu ciepła do ogrzewania podłogowego i domowych systemów ciepłej wody użytkowej.
Powietrzne pompy ciepła są względnie proste i niedrogie w instalacji oraz historycznie są najpowszechniej stosowanymi typami pomp ciepła. Jednak z uwagi na użycie powietrza zewnętrznego jako źródła ciepła mają ograniczenia związane z klimatem.

### Gruntowe (GSHP)
- Gruntowe pompy ciepła (źródłem ciepła jest grunt lub podobne źródło)
  - Gruntowo-powietrzne pompy ciepła (transportują ciepło do wewnątrz)
  - Glebowo-powietrzne pompy ciepła (gleba jako źródło ciepła)
  - Skalno-powietrzne pompy ciepła (skała jako źródło ciepła)
  - Wodno-powietrzne pompy ciepła (zbiornik wodny jako źródło ciepła, np. wody podziemne, jezioro, rzeka, zbiornik tworzywowy)
  - Gruntowe z dolnym źródłem w postaci zbiornika tworzywowego,
- Gruntowo-wodne pompy ciepła (transportują ciepło do obiegu grzewczego i domowego zbiornika wody gorącej)
  - Glebowo-wodne pompy ciepła (gleba jako źródło ciepła)
  - Skalno-wodne pompy ciepła (skała jako źródło ciepła)
  - Wodno-wodne pompy ciepła (zbiornik wodny jako źródło ciepła)
  - „Z dolnym źródłem w postaci zbiornika tworzywowego”

Gruntowe pompy ciepła, czasem nazywane „geotermalnymi pompami ciepła” mają większą efektywność (COP) niż powietrzne pompy ciepła przy niższych temperaturach otoczenia.
Efektywność (COP) gruntowych pomp ciepła jest uzależniona od możliwości transportu ciepła w gruncie – sytuacją optymalną jest umieszczenie dolnego źródła (odwierty pionowe lub obwód poziomy) w warstwie wody gruntowej.

### Powietrze wylotowe (EAHP)
- Pompy ciepła na wylotowe powietrze (pobierają ciepło z powietrza wylotowego z budynku, wymagają mechanicznej wentylacji)
  - Wylotowe powietrzno-powietrzne pompy ciepła (transportują ciepło do powietrza wlotowego)
  - Wylotowe powietrzno-wodne pompy ciepła (transportują ciepło do obiegu grzewczego i domowego zbiornika ciepłej wody użytkowej)

### Wodne pompy ciepła (WSHP)
Wodne pompy ciepła (WSHP) używają jako źródło ciepła wody płynącej.
W zależności od zewnętrznego źródła zasilania można je również podzielić na:
- elektryczne,
- olejowe,
- gazowe (GHP – „Gas Heating Pumps”).

Dobór źródła zasilania ma nie tylko wpływ na ostateczną ekonomiczność i efektywność rozwiązania (zastosowanie silników gazowych pozwala na dalsze oszczędności dochodzące nawet do 50% w stosunku do tradycyjnych pomp ciepła), ale również na środowisko (LPG jest rozwiązaniem bardziej ekologicznym niż np. olej opałowy).

### Hybrydowe pompy ciepła
W ostatnich czasach pojawiły się nowe rozwiązania techniczne, których celem jest dalsze zwiększenie całorocznej efektywności energetycznej. Jednym z nich jest Hybrydowa Pompa Ciepła, która jest połączeniem różnych typów pomp ciepła w jednym urządzeniu. Taka hybryda wykorzystuje zalety poszczególnych typów pomp ciepła i eliminuje większość ich wad. Pracą takiej hybrydowej pompy ciepła steruje sterownik mikroprocesorowy, który pozwala optymalnie wykorzystać warunki termiczne co przyczynia się do zwiększenia całorocznej efektywności energetycznej w stosunku do pompy ciepła standardowego typu. Oprócz hybrydowych pomp ciepła wykorzystujących różne rodzaje energii (elektryczna, gaz, ciepło odpadowe) oraz różne zjawiska fizyczne (termodynamiczne przemiany gazowe, absorpcja, adsorpcja, przemiany fazowe wody) pojawiły się takie hybrydowe pompy ciepła, które są połączeniem gruntowej i powietrznej pompy ciepła. Taka hybrydowa pompa ciepła do swojej prawidłowej pracy z wysoką efektywnością energetyczną potrzebuje zarówno gruntowego wymiennika ciepła (kolektora), jak i powietrznego wymiennika ciepła, odpowiednio ze sobą połączonych. Całoroczna efektywność energetyczna tej hybrydy jest większa zarówno od gruntowej pompy ciepła (GSHP), jak i od powietrznej pompy ciepła (ASHP). Jedną z przyczyn bardzo wysokiej efektywności energetycznej hybrydowej pompy ciepła jest brak cykli odmrażania powietrznego wymiennika ciepła przy użyciu dodatkowej energii co powoduje istotne oszczędności w skali roku. Hybrydowa pompa ciepła może być samodzielnym źródłem ciepła na potrzeby zarówno centralnego ogrzewania, jak i przygotowywania ciepłej wody użytkowej do celów gospodarczych. Zasilenie hybrydowej pompy ciepła tanią energią spowoduje dalsze zwiększenie jej, już nominalnie wysokiej efektywności energetycznej.

## Hałas
Zewnętrzna część pompy ciepła typu powietrze-powietrze lub powietrze-woda zawiera części mechaniczne (wentylator), które wytwarzają hałas. Europejski Komitet Normalizacyjny (CEN) rozpoczął w roku 2013 program zmierzający do opracowania norm dla takich ekranów.
Poziom hałasu wytwarzanego zwłaszcza podczas grzania przez część pompy znajdującą się na zewnątrz budynku zależy od rodzaju pompy. Dane dotyczące poziomu hałasu wytwarzanego przez pompy czasami przekraczają normy, zwłaszcza te przyjęte dla godzin nocnych na terenach mieszkaniowych – w Polsce, Francji czy Wielkiej Brytanii.

## Dobór pompy ciepła
Skuteczność energetyczna sprężarkowej pompy ciepła silnie zależy od różnicy temperatur między dolnym źródłem ciepła (skraplaczem) a górnym źródłem ciepła (parownikiem). Z tego powodu pompy ciepła sprawdzają się szczególnie dobrze we współpracy z niskotemperaturowymi instalacjami hydraulicznymi, opartymi na ogrzewaniu podłogowym. Moc pompy ciepła dobiera się w oparciu o zapotrzebowanie na ciepło w budynku. Ilość ciepła potrzebnego do ogrzewania i wentylacji zależy od różnicy temperatur wewnętrznej i zewnętrznej. By zapewnić odpowiednią ilość ciepła w każdych warunkach i ograniczyć koszt instalacji i użytkowania stosuje się różne rozwiązania:
- system monowalentny – pompa jest jedynym urządzeniem grzewczym i jej moc musi być wystarczająca do ogrzania budynku nawet przy najniższych temperaturach;
- system biwalentny alternatywny – moc pompy jest niewystarczająca lub jest nieefektywna przy dużej różnicy temperatur. W systemie pracują dwa urządzenia; po spadku temperatury zewnętrznej poniżej zadanej pompa wyłącza się i włącza się drugie urządzenie np. kocioł gazowy lub olejowy, który jest w stanie zapewnić wystarczającą ilość ciepła;
- system biwalentny równoległy – po spadku poniżej określonej temperatury zewnętrznej włącza się drugie urządzenie grzewcze, ale gdy jego wydajność jest niewystarczająca, pompa ciepła pracuje tak by uzyskać pożądaną temperaturę wewnętrzną.